# The Theatre
The Theatre è stato un teatro di Londra dell'epoca elisabettiana. La sua costruzione fu iniziata nel 1576 e l'edificio venne inaugurato nel 1577. Fu il primo edificio adibito esclusivamente alle rappresentazioni teatrali a pagamento.
Le Inn's Courts e le arene inglesi fornirono il modello ideale dell'edificio teatrale elisabettiano che venne ideato e fatto costruire da James Burbage, padre del noto attore Richard Burbage, appartenente alla compagnia protetta dal Conte di Leicester.